# 李春花
李春花是一名中国上海的残疾人田径运动员。她曾经在2008年夏季残奥会获得女子铁饼F37/38级铜牌。